# Syd van der Vyver
Syd van der Vyver (né le 1er juin 1920 à Pennington et mort le 20 août 1989 dans sa ville natale) est un pilote automobile sud-africain. 

## Biographie
Syd van der Vyver commence la compétition automobile au début des années 1950, sur circuit et en course de côte. 
En 1961, il acquiert une Lotus 18 de Formule 1 avec laquelle il prend part aux épreuves nationales. À la fin de la saison 1962, il la remplace par une Lotus 24 mais il la détruit lors de la finale du Grand Prix du Natal, alors qu'il s'était classé troisième de la première manche. 
Cet accident l'empêche de participer au Grand Prix d'Afrique du Sud la semaine suivante. 
Syd van der Vyver met fin à sa carrière en 1963.